# ساب‌سونیک (نرم‌افزار)
ساب‌سونیک (به انگلیسی: SubSonic) برنامه‌ای آزاد و متن‌باز مبتنی بر وب برای میزبانی آهنگ است. به دلیل اینکه ساب‌سونیک به زبان جاوا نوشته شده است، در هر سیستم‌عاملی که از جاوا پشتیبانی به عمل بیاورد، نصب می‌شود. ساب‌سونیک قادر است به صورت همزمان به چندین کلاینت سرویس دهد. پخش آهنگ با کدک‌های mp3، aac، ogg به صورت استریم از قابلیت‌های برنامه به شمار می‌رود. این برنامه با استفاده از افزونه‌ها قادر به تبدیل آهنگ به قالب‌های دیگر همچون WMA و FLAC می‌باشد.

## ویژگی‌ها
- پخش آهنگ تحت وب با استفاده از فلش پلیر
- امکان اضافه کردن کاربران با سطوح‌دسترسی متفاوت
- کنترل پهنای باند کاربران به صورت دستی و خودکار
- دریافت جلد آهنگ، متن آهنگ از منابع مختلف

علارغم جدید بودن برنامه، صفحه برنامه در سورس فورج نشان می‌دهد این برنامه نودهزار بار دانلود شده است که از این تعداد ۱۳۹۰۰ بار آن از نسخه ۳٫۴ به بعد بوده‌است.